# Haval (rapper)
Haval Khalil, noto semplicemente come Haval (Husby, 16 maggio 1995), è un rapper svedese di origini curde.

## Biografia
Haval è salito alla ribalta col singolo Bandol, in collaborazione con Manny Flaco, primo ingresso in top ten del rapper nella Sverigetopplistan. In precedenza, ha collaborato con lo stesso artista nell'album in studio Inloggad (2020), arrivato 13º in classifica. L'artista è stato candidato per il Grammis alla miglior rivelazione.
Inloggad 2, secondo LP collaborativo, è stato il suo primo progetto a impadronirsi del vertice della graduatoria dischi svedese. La IFPI Sverige gli ha assegnato tre dischi d'oro, equivalenti a 120 000 unità certificate in singoli.
Nell'agosto 2024 è ritornato sulle scene musicali col terzo LP, dal titolo Inloggad 3, il secondo ad arrivare sul podio nazionale.

## Discografia

### Album in studio
- 2020 – Inloggad (con Manny Flaco)
- 2022 – Inloggad 2 (con Manny Flaco)
- 2024 – Inloggad 3

### Singoli
- 2019 – Klass ett
- 2019 – Caravan (con Manny Flaco)
- 2020 – Ya habiba (con Manny Flaco)
- 2020 – Kandahar (con Manny Flaco)
- 2020 – Guerra (con Manny Flaco)
- 2020 – Hell Ye (con Abidaz ed Einár)
- 2020 – Kontrollzon (con Manny Flaco)
- 2020 – Vice (con Manny Flaco)
- 2020 – Hell (con Manny Flaco)
- 2020 – 357 (con Manny Flaco)
- 2020 – C'est la vie (con Macky)
- 2020 – Hayati (con Manny Flaco)
- 2021 – Animal
- 2021 – Gang gang (con Manny Flaco)
- 2021 – Dansa till misär (con Manny Flaco)
- 2021 – Kingston (con Manny Flaco)
- 2021 – Joker
- 2021 – Åskan
- 2022 – Bandol (con Manny Flaco)
- 2022 – Toùtoù (con Manny Flaco)
- 2022 – Kalash
- 2023 – Lojalitet
- 2023 – Sicarios
- 2023 – Southside
- 2023 – Paris
- 2023 – Zombie (con Yasin)
- 2024 – Faller
- 2024 – Minnen
- 2024 – Paranoid
- 2024 – Drip
- 2025 – Vinnare
- 2025 – Mama
- 2025 – Amsterdam
- 2025 – Santorini